# Údlice (zámek)
Údlice jsou barokní zámek ve stejnojmenné obci Údlice. Zámek byl koncem 17. století přestavěn z lobkovické tvrze, která zde stála již ve 14. století. Od roku 1963 je chráněn jako kulturní památka ČR.

## Historie
Předchůdcem zámku byla středověká tvrz písemně zmíněná poprvé v roce 1358 v majetku Jana Parsifala z Haugvic. Jeho potomci Pertolt, Bušek a Jan ji prodali Hanuši z Valdenberka, který zemřel roku 1387. Od jeho vnuka Anarda tvrz roku 1446 koupili bratři Mikuláš a Jan z Lobkovic a připojili ji k hasištejnskému panství. Nevyužívaná tvrz potom zpustla. V roce 1499 mimo jiné získal Údlice Mikuláš Hasištejnský z Lobkovic. Jeden z jeho synů, Jindřich Mikuláš, tvrz po roce 1562 obnovil a později ji prodal svému strýcovi Bohuslavu Felixovi Hasištejnskému z Lobkovic, který ji nakrátko připojil k Chomutovu. Po jeho smrti Údlice patřily Jiřímu Popelovi z Lobkovic, který je roku 1588 připojil k červenohrádeckému panství. Potom, co mu byl majetek roku 1594 zabaven, jej v roce 1606 od královské komory koupil purkrabí hradeckého kraje Adam Hrzán z Harasova († 1619). Jeho potomek Arnošt Karel Hrzán z Harasova nechal starou tvrz přestavět na barokní zámek. Podle Augusta Sedláčka se tak stalo v letech 1692–1695, ale podle jiných zdrojů Arnošt Karel Hrzán již roku 1689 prodal Údlice svému mladšímu bratru Zikmundu Valentinu Hrzánovi z Harasova. Ten po Arnoštovi zdědil roku 1697 Červený hrádek a údlický statek k němu již natrvalo připojil.
U zámku je dvůr a malý park. Od roku 1946 ho využívalo zemědělské učiliště a po něm býval střediskem odborného výcviku chomutovské Střední školy technické, gastronomické a automobilní. V roce 2019 zámek koupila obec Údlice s cílem upravit jej pro potřeby obecního úřadu. Vzhledem k nákladům na potřebné rekonstrukční práce obec v roce 2021 jednotlivé prostory zámku zámku pronajímala drobným živnostníkům nebo jako byty. Některé prostory zámku lze využít ke konání menších kulturních akcí.

## Stavební podoba
Jednopatrová zámecká budova má obdélný půdorys. Kryje ji valbová střecha s velkým středním vikýřem a dvěma malými bočními vikýři. Fasádu horizontálně člení mezipatrová a hlavní profilovaná římsa a okna jsou lemována jednoduchými lizénovými rámy. Uvnitř se v přízemí nachází valeně zaklenutý sál s lunetami a dříve zde také byla kaple. Místnosti v patře jsou plochostropé.